# Aliona Mikhaïlova
Pour les articles homonymes, voir Mikhaïlova.
Aliona Dmitrievna Mikhaïlova (en russe : Алёна Дмитриевна Михайлова), née le 11 octobre 1995 à Perm, est une actrice russe de théâtre et de cinéma.

## Biographie
Enfant, Aliona Mikhaïlova pratique plusieurs sports tels que la gymnastique, l'aviron, l'athlétisme, le football et le basket-ball. Elle doit cependant abandonner l'idée d'une carrière sportive à la suite d'une blessure.
En fréquentant l'école, Aliona Mikhaïlova participe à des productions scolaires et s'intéresse au théâtre. Après avoir obtenu son diplôme, elle entre à l'Institut de la culture de l'État de Perm puis, après le cérémonie de fin d'études, déménage à Moscou et commence sa carrière cinématographique.
Alena Mikhaïlova joue son premier grand rôle dans le film Aime-les tous, présenté dans le cadre de la compétition Kinotavr-2019. L'actrice se fait connaître du grand public après le rôle principal de Marina dans la série Tchiki (2020), qui a reçu cinq prix de l'Association des producteurs de cinéma et de télévision , .

## Filmographie
- 2022 - Vent (en production) - Katia, réal. Sergueï Chliyants
- 2022 - La Femme de Tchaïkovski - Antonina Milioukova, réal. Kirill Serebrennikov
- 2021 - Dans une cellule 2 - Nadia, réal. Sergueï Pikalov
- 2021 - Obchtchaga - Kira Kolesnikova, réal. Roman Vassianov
- 2021 - Secrets de vie de famille - Polina, réal. Chota Gamissonia
- 2021 - La Clinique du Bonheur - Tatiana, réal. Sasha Kirienko
- 2021 - Une heure avant l'aube - Olga, réal. Igor Zaïtsev
- 2021 - Officiellement belle - le deuxième rôle principal, réal. Olga Zouïeva
- 2020 - Wolf - Macha, réal. Guennadi Ostrovski
- 2020 - Tchiki - Marina Choupenina, réal. Edouard Hovhannissian
- 2020 - Tourbillon - Voler, réal. Andreï Zaguidoulline
- 2019 - Aimez-les tous - le rôle principal, réal. Maria Agranovitch
- 2019 - En cage - Nadia, réal. Artem Aksionenko

## Prix et distinctions
Lauréate du Chopard Talent Award 2020 pour sa performance dans Love 'Em All.